# The Fourth Kind
The Fourth Kind (tên tiếng Việt tại một số trang phát hành phim trực tuyến là Bốn cấp độ đối đầu) là một phim điện ảnh Hoa Kỳ thuộc thể loại khoa học viễn tưởng của đạo diễn Olantunde Osunsanmi. Phim có sự tham gia của các diễn viên Milla Jovovich, Charlotte Milchard, Elias Koteas, Corey Johnson, Will Patton và Mia McKenna-Bruce. Tiêu đề của bộ phim bắt nguồn từ sự phát triển thể loại phim nói về các cuộc gặp gỡ với người ngoài hành tinh của J. Allen Hynek. Nhan đề The Fourth Kind có nghĩa là những vụ bắt cóc của người ngoài hành tinh.
Nội dụng phim dựa trên một sự kiên có thật xảy ra ở Nome, Alaska năm 2000, tại đó tiến sĩ tâm lý học Abigail Emily "Abbey" Tylers sử dụng thuật thôi miên để gợi mở lại ký ức của những nạn nhân bị người ngoài hành tinh bắt cóc, và cô đã tìm ra những chứng cứ cho thấy rằng có lẽ cô cũng đã từng bị bắt cóc như vậy. Bộ phim gồm các diễn viên chuyên nghiệp đóng vai từng cá nhân liên quan đến sự việc. Xuyên suốt bộ phim, Abbey xuất hiện trong vai trò một người được phỏng vấn trong 1 show truyền hình năm 2002, 2 năm sau khi những vụ bắt cóc xảy ra.
Bộ phim thành công lớn ở các rạp chiếu, thu về 47,71 triệu đô la Mỹ trên toàn thế giới với chi phí ban đầu ước tính khoảng 10 triệu đô la Mỹ.

## Tóm tắt cốt truyện
Một chương trình phỏng vấn của đại học Chapman về nhà tâm lý học Tiến sĩ Abigail Tyler (Charlotte Milchard và Milla Jovovich). Cô có mặt trong chương trình để kể về sự việc xảy ra tại Nome, Alaska vào tháng 10 năm 2000.
Câu truyện bắt nguồn vào tháng 8 năm 2000, Will chồng của tiến sĩ Abigail Tyler bị ám sát một cách bất ngờ khi đang ngủ, sau sự kiên đau buồn đó cô phải một mình nuôi hai người con, Ashley (Mia McKenna-Bruce) và Ronnie (Raphael Coleman).
Tyler quay lại buổi chữa trị của mình với ba bệnh nhân khác nhau sử dụng phương pháp thôi miên, cả ba đều có những dấu hiệu giống nhau: mỗi đêm đều có một con cú trắng nhìn vào phòng của các bệnh nhân qua cửa sổ. Tyler sử dụng phương pháp với hai bệnh nhân đầu tiên, trong quá trình thôi mien, cả hai đều kể về việc bị xâm nhập vào nhà bởi những sinh vật khác người vào mỗi đêm. Tommy Fisher (Corey Johnson), bệnh nhân đầu tiên được Tyler thôi miên, quay trở về nhà về giết toàn bộ gia đình rồi tự sát bằng một khẩu súng ngắn.
Sau khi thấy được được những nét tương đồng trong các câu chuyện của các bệnh nhân, Abbey nghi ngờ những bệnh nhân của cô là nạn nhân của nạn bắt cóc của người ngoài hành tinh. Sau những sự kiện xảy ra trên bản thân cô có suy nghĩ rằng chính cô cũng là nạn nhân của việc bắt cóc cho đến khi trợ lý của cô bật đoạn ghi âm mà chính Tyler tự ghi âm, cuộn băng ghi âm về nhật ký của cô khi làm việc rồi bắt đầu xuất hiện những âm thanh lạ xâm nhập vào phòng của cô.Những kẻ xâm nhập này phát ra một ngôn ngữ bí ẩn. Mặc dù vậy Abbey lại không có bất kỳ ký ức gì về sự kiện đó. Tiến sĩ Abel Campos (Elias Koteas), một nhà tâm lý học đến từ Anchorage]] và cũng là bạn đồng nghiệp của cô lại nghi ngờ về những khẳng định của cô. Sau này, Tyler gọi cho tiến sĩ Odusami (Hakeem Kae-Kazim), một chuyên gia về ngôn ngữ cổ là người trước đây có liên lạc với người chồng quá cố của cô để biết được loại ngôn ngữ gì mà những kẻ bắt cóc sử dụng. Odusami nhận biết được đây là ngôn ngữ Sumer.
Sau này, con gái của Tyler là Ashley bị bắt đi và quận trưởng cảnh sát August (Will Patton), không tin vào câu chuyện là Ashley bị bắt đi bởi những người ngoài hành tinh,cảnh sát trưởng August buộc tội cô về sự biến mất của Ashley và không cho cô nuôi dưỡng Ronnie. Ronnie không tin việc em mình bị bắt cóc bở người ngoài hành tinh và đồng ý đi theo cảnh sát trưởng.
Tyler ngay sau đó tiến hành thôi miên trên chính mình là nỗ lực để liên lạc với những sinh vật ngoài nhằm mong có cơ hội được đoàn tụ với con gái mình. Campos và Odusami quay lại quá trình đó, khi bị thôi miên Tyler nhớ lại được ký ức của việc bắt cóc con gái mình, trong phim có cảnh cô ở trên con tàu của bọn bắt cóc ngoài ra còn có một số hình ảnh trong phim chỉ ra rằng người ngoài hành tinh đã lấy đi số buồng trứng của cô. The camera đột ngột bị nhiễu từ, Abbey năn nỉ những kẻ bắt cóc hãy trả lại con cho cô, người ngoài hành tinh trả lời đứa trẻ đó sẽ vĩnh viễn không quay lại rồi tự nhận mình là đấng cứu thế, một người cha và cuối cùng là Chúa. Cuộc chạm trán kết thúc khi Campos và Odusami chạy tới chỗ Abbey bị bất tỉnh, ngay sau đó máy quay phim bị nhiễu lần nữa và một âm thanh giọng vang lên "Zimabu Eter!" tạm dịch là "linh hồn không thể được cứu rỗi ".
Sau sự kiện đó Tyler thức dậy trong bệnh viện vì bị gãy cổ do quá trình thôi miên. Tại bệnh viện, cảnh sát trưởng August tiết lộ rằng cái chết của Will không phải do ám sát mà là một vụ tự sát cho thấy việc Abbey tin chồng mình bị ám sát thật ra chỉ là một ảo tưởng. 
Bộ phim quay trở lại cảnh phỏng vấn, khi người dẫn chương trình hỏi Abbey làm thế nào mà những người có liên quan đến sự việc và người xem có thể tin được vào câu chuyện của cô khi mà hầu hết những suy luận đều nằm trong suy nghĩ của cô. Abbey vừa khóc vừa kể nói cho anh ta rằng cô phải tien rằng Ashley vẫn còn sống, buổi phỏng vấn kết thúc với hình ảnh Tyler khóc một cách buồn thảm. 
Ở phần cuối phim, bộ phim cho hay Abbey được bãi bỏ toàn bộ lời buộc tội, cô rời Alaska để đi tới East Coast, và vẫn tiếp tục đi tìm Ashley. Campos vẫn tiếp tục làm một nhà tâm lý học và Odusami trở thành một giáo sư của một trường đại học ở Canada. Cảnh sát trưởng August từ chối tham gia vào cuộc phỏng vấn, trong khi đó Ronnie con trai của Abbey vẫn trách cô về việc Ashley biến mất và hiện đang sống cách biệt với Abbey. Tuy nhiên, Ashley vẫn chưa được tìm thấy. Chương trình kết thúc bằng việc tuyên bố tin câu chuyện hay không là tuỳ vào các bạn, những người đã theo dõi câu chuyện
Lúc cuối phim, phát ra những đoạn ghi âm về những cuộc kể lại sự việc của những người đã gặp UFO.

## Diễn viên
- Milla Jovovich vai tiến sĩ Abigail "Abbey" Tyler
- Charlotte Milchard vai tiến sĩ ngoài đời Dr. Abigail Tyler
- Elias Koteas trong vai tiến sĩ Abel Campos
- Will Patton vai Sheriff August
- Corey Johnson vai Tommy Fisher
- Hakeem Kae-Kazim vai Awolowa Odusami
- Enzo Cilenti vai Scott Stracinsky
- Eric Loren vai Deputy Ryan
- Raphael Coleman vai Ronnie Tyler
- Mia Mckenna Bruce vai Ashley Tyler
- Olatunde Osunsanmi trong vai đạo diễn Olatunde Osunsanmi (người phỏng vấn)

## Sản xuất
Đây là bộ phim đầu tiên khá thành công của nhà văn, đạo diễn Olatunde Osunsanmi, người được sự bảo hộ của đạo diễn Joe Carnahan. Bộ phim được dàn dựng dưới sự lặp lại của những thước phim tài liệu gốc. Đồng thời, những cảnh phim thuộc "Tài liệu lưu trữ chưa từng được tiết lộ" cũng được tập hợp vào bộ phim.
The Fourth Kind được thực hiện ở Bulgaria và Squamish, British Columbia, Canada. Cảnh vật tươi tốt, nhiều núi non của Nome trong phim giống với cảnh thật ở Nome, Alaska.
Để quảng bá bộ phim, hãng Universal Pictures đã tạo một website với những câu chuyện về những tin tức được dựng lên và khẳng định là lấy từ những tờ báo ở Alaska như tờ Nome Nugget và tờ Fairbanks Daily News-Minner. Những tờ báo này đã kiện hãng Universal và cuối cùng hai bên đã đi đến hòa giải. Về phía hãng Universal, hãng này buộc phải gỡ những câu chuyện bịa đặt xuống và bồi thường 20 ngàn đô cho Câu lạc bộ truyền thông Alaska(Alaska Press Club) và đóng góp một khoản 2,5 ngàn đô cho quỹ học bổng của tập đoàn Calista (Calista Corporation)..

## Những vụ mất tích ở Nome
Dựa trên câu truyện của CNN đã có một số vụ biến mất xảy ra ở Nome. FBI đã tới và điều tra vào năm 2005: "Các đặc vụ FBI điều tra khoảng 20 trường hợp, nguyên nhân của việc biến mất được cho là do rượu và điều kiện khí hậu lạnh gây ra. Đã có 9 thi thể vẫn chưa tìm thấy."

## Các lời nhận xét
The Fourth Kind (tạm dịch là "Bản chất thứ tư") đã bị chỉ trích vô cùng gay gắt bởi các chuyên gia, một số còn cho rằng nội dung phim là phản cảm vì đã sử dụng các câu truyện mất tích và chết vì bệnh ở ngoài đời thực của các công dân Nome với mục đích kiếm lợi nhuận bằng việc bịa ra những câu chuyện không có thật về việc bị người ngoài hành tinh bắt cóc.